# Den korsikanske biskopen
Den korsikanske biskopen är en svensk/dansk/norsk TV-miniserie av Søren Kragh-Jacobsen och Bjarne Reuter från 1993.

## Om serien
Kusinerna Kalle och Max ska tillbringa sommarlovet i Kalles framlidne fars sommarhus. Men sommarlovet blir dramatiskt avbrutet, när ett videoband anländer från Kalles döde fars advokat. På bandet uppmanas Kalle att slutföra ett jobb - att finna det bortrövade magiska vattenhjulet från Sudan, kallat "Den korsikanske biskopen".
Manusförfattaren har också givit ut boken med samma namn. 

## Rollista
- Oliver Loftéen - Kalle
- David Fornander - Max
- Jenny Lindroth - Isabella
- Krister Henriksson - Harkinen
- Åke Lindman - Brandin
- Jan Malmsjö - Dr Zeth
- Marie Richardson - Fröken Kapri
- Tomas von Brömssen Folke Magnusson
- Maxim Bonjour Ngcobo - Nubiern
- Palle Granditsky - Antikhandlaren